# Мотылёк (фильм, 2016)
«Мотылёк» — российский драматический фильм режиссёра Константина Худякова. Премьера фильма в России состоялась 22 ноября 2018 года.

## Сюжет
Лера ночью на шоссе встречает таинственную девочку. Девочка говорит, что её родители уехали в Италию, а она идёт к своей бабушке. Две судьбы странным образом переплетаются, а события начинают развиваться стремительно и непредсказуемо…

## В ролях
- Алёна Бабенко — Лера
- Марта Тимофеева — Катя
- Анатолий Белый — Серж
- Артур Ваха — Петрович, дальнобойщик
- Иван Охлобыстин — хозяин игорного клуба
- Эммануил Виторган — врач
- Лайма Ирбис
- Игнатий Акрачков
- Юрий Тарасов — бандит

## Съёмочная группа
- Генеральный продюсер — Вадим Ремизов
- Продюсеры — Алёна Бабенко, Игорь Пронин, Светлана Пунте, Юлия Зайцева
- Режиссёр-постановщик — Константин Худяков
- Автор сценария — Иван Охлобыстин
- Оператор-постановщик — Сергей Козлов
- Художник-постановщик — Екатерина Залетаева
- Композитор — Владимир Подгорецкий
- Художник по костюмам — Ирина Иванова
- Художник по гриму — Ольга Куркина
- Режиссёр монтажа — Дмитрий Рубежин
- Звукорежиссёры — Виктор Тимшин, Алексей Тихонов
- Исполнительный продюсер — Георгий Гаврилов
- Линейный продюсер — Макс Павлов